# 布龍尼基 (里夫內區)
50°42′10″N 26°5′57″E / 50.70278°N 26.09917°E

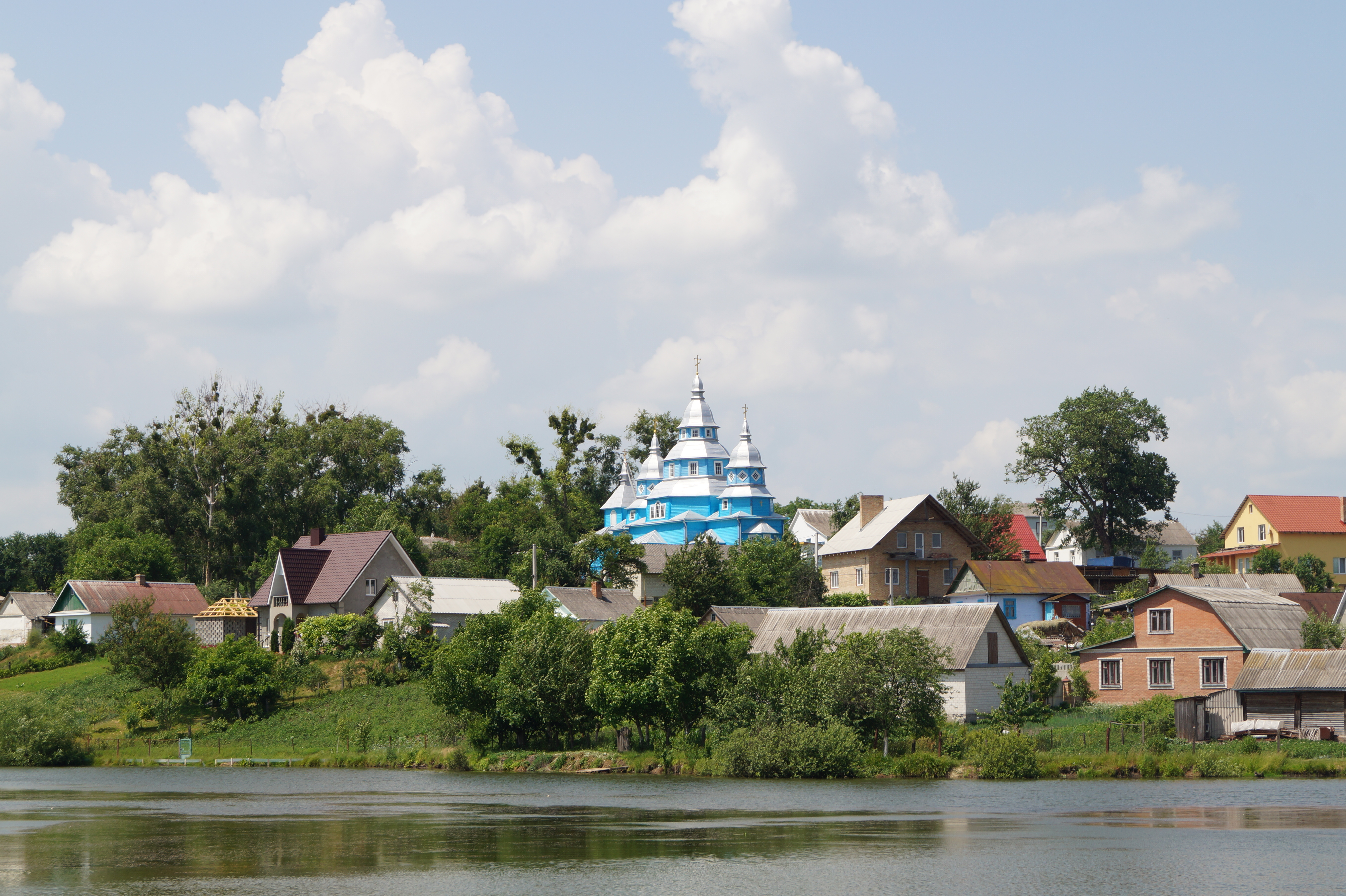
教堂

布龍尼基（烏克蘭語：Бронники），是烏克蘭西北部里夫内州里夫内区霍羅多克市鎮的村落。面積1.53平方公里，海拔高度208米，2001年人口882，人口密度每平方公里576.5人。